# Эдита Уэссекская
Эдита Уэссекская (англ. Edith; не позднее 1027 — 19 декабря 1075 или 1075, Уинчестер) — супруга Эдуарда Исповедника и сестра Гарольда Годвинсона, королей Англии.

## Биография
Эдита была дочерью Годвина, эрла Уэссекса, и Гиты, дочери датского викинга Торкеля Стюбьёрнссона. Её отец был самым влиятельным магнатом англосаксонской Британии и фактическим правителем государства в начале правления короля Эдуарда. В 1045 году он организовал брак короля со своей дочерью. Этот союз оказался несчастливым и не принёс рождения детей. Согласно популярной легенде Эдуард Исповедник оставался девственником до самой смерти. Возможно, это было следствием обета целибата, данного королём в молодости. Однако современные исследователи склоняются к мысли, что холодность Эдуарда к своей жене объяснялась его враждебностью к семье Годвина, фактически подчинившего себе короля.
В качестве вдовьей доли королева получила от своего мужа обширные владения в восточной части Англии, в области датского права. В дальнейшем, на основе домена королевы возникло графство Ратленд, резко выделяющееся в системе английских графств размерами, искусственностью состава его территории и особыми судебными привилегиями. Когда в 1051 году Годвин был изгнан из страны, Эдита Уэссекская также была удалена от двора и отправлена в монастырь. Однако уже в 1052 году Годвин со своим флотом высадился в Англии и добился от короля Эдуарда своей реставрации. Королева Эдита также покинула монастырь и вернулась к своему мужу. Более того, она получила часть владений изгнанного по требованию Годвина архиепископа Кентерберийского. Королеве Эдите также приписывалась организация убийства некоего Коспатрика, знатного землевладельца из Берниции, что спровоцировало восстание в Нортумбрии и свержение её брата Тостига в 1065 году.
После смерти Эдуарда Исповедника в 1066 году королём Англии стал брат Эдиты Гарольд Годвинсон. В том же году в страну вторглись армии норвежского короля и нормандского герцога. В сражениях при Стамфорд-Бридже и Гастингсе все четыре брата Эдиты погибли. В результате из всего дома Годвина лишь королева Эдита пережила нормандское завоевание Англии. Эдита Уэссекская скончалась в 1075 году.